# Chris Simons
Chris Simons (Middelburg, 1 maart 1965) is een Nederlands politicus. Hij is lid van de VVD. Sinds 5 maart 2024 is hij wethouder van Sluis.

## Maatschappelijke carrière
Simons ging van 1977 tot 1982 naar de mavo aan de Olmenlaan in Middelburg. Van 1987 tot 1993 volgde hij opleidingen Schoonmaak, Specialistisch, Kader, Kwaliteit en Management bij SVS in Rotterdam. Van 1987 tot 2001 was hij manager en van 2002 tot 2011 was hij mededirecteur van een schoonmaakbedrijf. Van 1998 tot 2000 volgde hij een opleiding Middelbare Veiligheidskunde bij PBNA in Arnhem.

## Politieke carrière

### Middelburg
Van 2006 tot 2011 was Simons lid van de gemeenteraad van Middelburg, waar hij ook fractievoorzitter was. Van 2011 tot maart 2022 was hij er wethouder van onder meer sociale zaken & werkgelegenheid, armoedebeleid, arbeidsmarktbeleid, infrastructuur & verkeer, toerisme & recreatie, sport en onroerend goed.

### Tweede Kamer
Op 22 maart 2022 werd Simons geïnstalleerd als lid van de Tweede Kamer in de tijdelijke vacature tot 8 juli die ontstond omdat Ockje Tellegen met ziekteverlof ging. Op 23 augustus werd hij wederom als tijdelijk lid van de Tweede Kamer geïnstalleerd nu in de vacature die ontstond vanwege het zwangerschapsverlof van Bente Becker.
Op 1 november 2022 werd Simons geïnstalleerd in een vaste benoeming als Tweede Kamerlid na het vertrek van Ockje Tellegen. Hij is woordvoerder SZW Arbeidsomstandigheden en SZW Inspectie & toezicht en plaatsvervangend lid van de vaste Kamercommissie Sociale Zaken en Werkgelegenheid en lid van de vaste Kamercommissie Volksgezondheid, Welzijn en Sport. Op 5 december 2023 nam hij afscheid van de Tweede Kamer.

### Sluis
Sinds 5 maart 2024 is Simons wethouder in Sluis van economie, arbeidsmarkt & werkgelegenheid, financiën, P&O en vastgoed & grondbeleid. Hij is de tweede locoburgemeester en verantwoordelijk voor het project Rechtmatigheidsverantwoording. Hij vertegenwoordigt Sluis bij onder andere de Bank voor Nederlandse Gemeenten en in het algemeen bestuur van de P10.

## Persoonlijk
Simons is gehuwd en heeft twee kinderen.
- Parlement.com: vlrck3d4q4vy